# محوطه خوار باخه کان
محوطه خوار باخه کان مربوط به دوران‌های تاریخی پس از اسلام است و در شهرستان بیجار، بخش چنگ الماس، روستای طهمورث واقع شده و این اثر در تاریخ ۱۰ دی ۱۳۸۱ با شمارهٔ ثبت ۶۸۱۲ به‌عنوان یکی از آثار ملی ایران به ثبت رسیده است.